# 佐久間盛雄
佐久間 盛雄（さくま もりお）は、江戸時代中期の旗本。初め信免（のぶとき）、信為（のぶため）と名乗った。

## 生涯
宝暦9年（1759年）12月24日、養父・佐久間信忠から家督（蔵米250俵）を継いだ。宝暦10年（1760年）6月26日より明和3年（1766年）10月20日まで大番を勤めた。
明和7年（1770年）4月22日、隠居。回及と号した。
天明5年（1785年）6月4日、死去。享年53。